# 羅慕蘭
羅慕蘭（Law Mo Lan，1907年 - ?），香港粵劇艷旦、粵語片女星。
- 1937年6月1日（星期二）於九龍城譚公道28號二樓，毆打14歲女徒弟白邵妹，被控有礙該女童健康罪[2][3]，在1937年6月29日（星期二）下午被法官判罰港幣25元[1]。

- 自銀幕處女作《花開富貴》（1937年2月）至《張君瑞情殺賈寶玉》（1951年9月，飾演白夫人），參演60齣電影 ；羅慕蘭息影後，轉行作代人指點迷津的女相士，擅長『安南（越南）相』，相館在九龍彌敦道「金臺旅店」[4][5]。

## 羅慕蘭的粵曲
- 《和尚賣花郎》：羅慕蘭與白玉堂合唱；
- 《一對好夫妻》：羅慕蘭與譚伯葉合唱；
- 《魚水重諧》：羅慕蘭與吳楚帆合唱；
- 《秘密之夜》：羅慕蘭與馬師曾合唱；
- 《粉面十三郎》：羅慕蘭與薛覺先合唱；
- 《拗碎靈芝》：羅慕蘭與桂名揚合唱。

## 外部連結
- 香港電影資料館：羅慕蘭參演電影的記錄[永久]
- 香港影庫：羅慕蘭 （页面存档备份，存于）